# Popillia coerulea
Popillia coerulea är en skalbaggsart som beskrevs av Karl Henrik Boheman 1858. Popillia coerulea ingår i släktet Popillia och familjen Rutelidae. Inga underarter finns listade i Catalogue of Life.